# ALT for damerne
ALT for damerne er et dansk ugeblad, der udgives af Egmontkoncernen. Chefredaktør siden 2020 er Rikke Dal Støttrup.
Bladet udkom første gang i 1946 og blev grundlagt på initiativ af teatermanden og komponisten Dan Folke, der dengang var direktør for Gutenberghus, forløberen for Egmont. Det henvendte sig fra starten til den moderne, selvstændige kvinde. ALT for damernes stofområder er primært mode, bolig, håndarbejde og mad, men bladet lægger også vægt på brevkasser med råd og vejledning.
Oplaget var i starten på 75.000, men allerede i 1950 var det steget til 200.000. I kølvandet på ungdomsoprøret i 1970'erne blev den redaktionelle linje ændret. Det praktiske stof blev reduceret, og den aktive journalistik kom i højsædet. Det skaffede bladet læsere, som ellers aldrig ville have købt et ugeblad. Siden begyndelsen af 1980'erne har stilen været mindre pågående. I dag er bladet i hård konkurrence med Femina, der udgives af Aller Press samt en lang række månedsblade, der henvender sig til samme segment.
ALT for damerne tog i 1981 initiativ til at arrangere et landsdækkende kvindeløb: "Kvindeløbet", der var det første af sin art i Danmark. I dag er ALT for damernes Kvindeløb det største af sin slags.
Bladets læsertal var ifølge Kantar Gallups Index Danmark-undersøgelse 162.000 i 2022.